# Steve Guppy
Stephen Andrew „Steve“ Guppy (* 29. März 1969 in Winchester) ist ein ehemaliger englischer Fußballspieler. Als Flügelspieler war er zwischen 1989 und 1994 zunächst unterklassig für die Wycombe Wanderers aktiv und dort Teil der Mannschaft, die von der fünften hinauf in die dritthöchste Spielklasse marschierte. Sein dortiger Förderer Martin O’Neill lotste ihn später zu Leicester City und Celtic Glasgow jeweils in die höchste Spielklasse Englands und Schottlands. Größte Erfolge waren der englische Ligapokal 2000 und zwei Jahre später der Gewinn der schottischen Meisterschaft.

## Sportlicher Werdegang

### Karrierebeginn
Guppy spielte zunächst bei seinem Heimatverein Colden Common und wurde dort von den Talentscouts des FC Southampton entdeckt. Nach seinem Wechsel dorthin im März 1989 erhielt er zum Abschluss der Saison 1988/89 einige Bewährungschancen in der Reservemannschaft der „Saints“. Da er sich jedoch nicht weitergehend empfehlen konnte, heuerte er im September 1989 bei den Wycombe Wanderers in der semiprofessionellen Football Conference an. In den drei folgenden Jahren ging er als Bauarbeiter einem Beruf außerhalb des Fußballs nach, bevor er im Jahr 1992 einen Profifußballervertrag unterzeichnete. Wegweisend für seinen weiteren Karriereverlauf war sein Aufeinandertreffen 1990 mit dem neuen Trainer Martin O’Neill, der Wycombe 1993 in den Profifußball der Football League führte und dazu die FA Trophy gewann. Im Jahr darauf war Guppy Stammspieler in der Mannschaft, die als Aufsteiger über die Play-offs den direkten Durchmarsch in die dritthöchste englische Spielklasse bewerkstelligte.

### Über Umweg zu Port Vale
Für eine Ablösesumme von 150.000 Pfund zog es Guppy im August 1994 zum Erstligisten Newcastle United, der von Kevin Keegan trainiert wurde. Für die „Magpies“ absolvierte er jedoch nur einen Einsatz in der Profimannschaft gegen Manchester United im Ligapokal, der mit einer 0:2-Niederlage endete. Bereits im November 1994 wechselte er für 225.000 Pfund zum Zweitligisten Port Vale. Trotz dieses Rückschritts etablierte sich Guppy dann unter Trainer John Rudge wieder zum Stammspieler. Ein Highlight seiner Zeit dort war 1996 der Finaleinzug im Anglo-Italian Cup, in dem Port Vale letztlich mit 2:5 gegen den CFC Genua verlor. In drei Jahren für Port Vale entwickelte sich Guppy zum Publikumsliebling und war eine feste Größe als linker Flügelspieler. Sein Spielweise wurde als „trickreich“ gerühmt, wobei er gleichsam nach innen zu ziehen wusste als auch Flankenläufe auf der Außenbahn startete. In einer im Mai 2019 durchgeführten Umfrage wählten ihn die Vereinsanhänger von Port Vale in die „ultimative Port-Vale-Elf“.

### Wechsel in die Premier League
Im Februar 1997 schloss sich Guppy ein weiteres Mal seinem Ex-Trainer O’Neill an, der ihn für 850.000 Pfund in die Premier League zu Leicester City lotste. Da er für die laufenden Pokalwettbewerbe für die „Foxes“ gesperrt war, gehörte er nicht zu Leicesters Kader, der den Ligapokal gewann. Meilenstein seiner Zeit in Leicester war die Saison 1998/99, in der Guppy sämtliche Pflichtspiele über die gesamte Distanz absolvierte. In den Jahren 1999 und 2000 erreichte er mit Leicester zwei weitere Male das Finale im Ligapokal und nach einer Niederlage im Jahr 1999 errang er in der folgenden Saison über einen 2:1-Erfolg gegen die Tranmere Rovers die erste „Major Trophy“ in seiner aktiven Laufbahn. Auf dem Höhepunkt seiner sportlichen Laufbahn absolvierte er am 10. Oktober 1999 gegen Belgien sein einziges A-Länderspiel für England. Der damalige Trainer Kevin Keegan würdigte Guppy als „eine Art David Beckham auf der linken Seite“; zu einem weiteren Einsatz kam es danach jedoch nicht mehr. Als Leicester City mit dem neuen Trainer Peter Taylor in die Saison 2000/01 ging, verlor Guppy seinen Stammplatz, so dass dieser sich im August 2001 in Schottland Celtic Glasgow anschloss, wo er ein weiteres Mal auf seinen Förderer O’Neill traf; die Ablösesumme betrug 700.000 Pfund.

### Schottischer Meister mit Celtic
Für Celtic war Guppy zweieinhalb Jahre aktiv und größter Erfolg war der Gewinn der schottischen Meisterschaft im Jahr 2002. In der folgenden Spielzeit 2002/03 hatte er zunehmend mit Verletzungen zu kämpfen, wodurch er auch das Finale im UEFA-Pokal gegen den FC Porto (2:3 nach Verlängerung) verpasste. Nach einem letzten Einsatz im Ligapokal gegen Partick Thistle in der Saison 2003/04 kehrte er im Januar 2004 zu seinem Ex-Klub aus Leicester zurück. Der Verein war kurz zuvor in die Premier League zurückgekehrt, aber das Klassenerhaltsziel konnte nicht erreicht werden, so dass Guppy im Sommer 2004 den Klub erneut verließ. Entscheidend war dabei auch gewesen, dass er nicht gut ins Spielsystem von Trainer Micky Adams passte.

### Karriereherbst und Wechsel ins Trainerfach
In der Saison 2004/05 folgten zunächst zwei Kurzengagements bei den Zweitligisten Leeds United (bis September 2004) und Stoke City (bis November 2004), bevor er in der vierten Liga bei seinem Ex-Verein Wycombe Wanderers ein weiteres Mal aushalf. Im März 2005 verkündete er dann, in den Vereinigten Staaten eine neue Herausforderung zu suchen. Sein Ausflug in die Major League Soccer in Diensten von D.C. United endete jedoch verletzungsbedingt nach gerade einmal fünf Ligaeinsätzen. Er kehrte anschließend nach England zurück, war dort ab August 2006 für den Fünftligisten Stevenage Borough aktiv und gewann mit dem Klub im Mai 2007 die FA Trophy für semiprofessionelle Klubs; diesen Pokal hatte Guppy bereits zuvor in den Jahren 1991 und 1993 zweimal gewonnen.
Im Jahr 2008 zog es Guppy ein weiteres Mal in die USA, nunmehr zu den Rochester Rhinos, wo er zusätzlich als Assistenztrainer arbeiten sollte. Er beendete nach 23 Spielen für Rochester die aktive Laufbahn. Nach einem vorzeitigen Ende arbeitete er zwischen 2009 und 2012 weiter in den Vereinigten Staaten als Assistent, nunmehr für die Colorado Rapids. Während dieser Zeit gewann Colorado den MLS Cup. Im März 2012 kreuzte sich sein Weg erneut mit dem von Martin O’Neill, der ihn in seinen Trainerstab beim AFC Sunderland berief. Das Engagement endete im April 2013 mit der Entlassung von O’Neill, da dessen Nachfolger Paolo Di Canio seinen eigenen Trainerstab mitbrachte. Nächste Stationen waren ab 2014 die irische Nationalmannschaft (erneut unter O’Neill) und vor der Saison 2018/19 aushilfsweise parallel bei Port Vale für seinen ehemaligen Mitspieler Neil Aspin. Im November 2018 wurde O’Neill als irischer Nationaltrainer entlassen und so verlor auch Guppy ein weiteres Mal seinen Assistentenjob.
Im August 2020 begann Guppy ein weiteres Engagement in den Vereinigten Staaten beim Nashville SC, wo er erneut mit Cheftrainer Gary Smith zusammenarbeitete, wie bereits zuvor in Colorado.

## Titel/Auszeichnungen
- Schottischer Meister (1): 2002
- Englischer Ligapokalsieger (1): 2000
- FA Trophy (3): 1991, 1993, 2007
- PFA Team of the Year (1): 1993/94 (4. Liga)